# Жерси
Жерси́ (фр. Gercy) — коммуна во Франции, находится в регионе Пикардия. Департамент коммуны — Эна. Входит в состав кантона Вервен. Округ коммуны — Вервен.
Код INSEE коммуны — 02341.

## Население
Население коммуны на 2010 год составляло 295 человек.
| 1962 | 1968 | 1975 | 1982 | 1990 | 1999 | 2010 |
| ---- | ---- | ---- | ---- | ---- | ---- | ---- |
| 362  | 349  | 314  | 291  | 332  | 315  | 295  |

## Экономика
В 2010 году среди 200 человек трудоспособного возраста (15—64 лет) 137 были экономически активными, 63 — неактивными (показатель активности — 68,5 %, в 1999 году было 66,5 %). Из 137 активных жителей работали 128 человек (71 мужчина и 57 женщин), безработных было 9 (3 мужчин и 6 женщин). Среди 63 неактивных 17 человек были учениками или студентами, 23 — пенсионерами, 23 были неактивными по другим причинам.